# Дорел Рајт
Дорел Рајт (енгл. Dorell Wright; Лос Анђелес, Калифорнија, 2. децембар 1985) бивши је амерички кошаркаш. Играо је на позицији крила.

## Каријера
Рајт је био 19. пик на НБА драфту 2004. године, када га је директно из средње школе изабрао Мајами хит, чији је дрес носио наредних шест сезона. Током јануара 2006. кратко је наступао за Флорида флејм из НБА развојне лиге, да би на крају сезоне био најмлађи члан шампионске екипе коју су предводили Двејн Вејд, Шакил О’Нил, Гери Пејтон, Алонзо Морнинг... Током шест сезона у Мајамију одиграо је 211 утакмица на којима је просјечно постизао 4,8 поена.
Затим је наредне две сезоне наступао за Голден Стејт вориорсе, где је пружао своје најбоље партије. У првој години просечно је постизао 16,4 поена. Заједно са Стефом Каријем и Монта Елисом тада је чинио спољну линију Вориорса. У јулу 2012. трејдован је у Филаделфију где је на 79 утакмица просечно бележио 9,2 поена.
У Пенсилванији се није дуго задржао, пошто је идуће године прешао у Портланд, где је остао две сезоне и у просеку је бележио 4,8 поена. У августу 2015. је уследио одлазак у Кину, где је наступао за Беиконг флај драгонсе и просечно бележио 24,3 поена. У априлу 2016. године по други пут је постао члан Мајамија, док је 26. септембра 2017. потписао уговор са Лос Анђелес клиперсима, али је отпуштен након две седмице. У сезони 2016/17. није играо јер није имао уговор ни са једном екипом. У октобру 2017. је потписао уговор са Игокеом. Након само четири утакмице, у којима је бележио просечно 26,8 поена по мечу, Рајт напушта Игокеу и прелази у немачки Брозе Бамберг.
У сезони 2018/19. је био играч Локомотиве Кубањ у чијем дресу је просечно бележио 12,2 поена у ВТБ лиги и 10,2 поена у Еврокупу. У новембру 2019. поново потписује за Игокеу. За разлику од првог пута када је пружао запажене партије, Рајт у свом другом мандату у Игокеи није оправдао очекивања па је у јануару 2020. клуб из Лакташа раскинуо уговор са њим. Рајт је на осам одиграних утакмица у АБА лиги бележио просечно 3,4 поена по мечу а једини пут је био двоцифрен на сусрету против Партизана када је постигао 15 поена.

## Успеси

### Клупски
- Мајами хит:
  - НБА (1): 2005/06.